# Aphrodes albifrons
Aphrodes albifrons är en insektsart. Aphrodes albifrons ingår i släktet Aphrodes och familjen dvärgstritar.

## Underarter
Arten delas in i följande underarter:
- A. a. subrustica
- A. a. conspersus
- A. a. affinis
- A. a. arcuata
- A. a. bifasciata
- A. a. blotei
- A. a. confusus
- A. a. apicalis
- A. a. dispar
- A. a. germari
- A. a. dimidiata